# Universität Bitola
Die St.-Kliment-von-Ohrid-Universität Bitola (mazedonisch Универзитет „Св. Климент Охридски“) ist eine staatliche Universität in Bitola mit Außenstellen in Prilep und Ohrid. Sie wurde am 25. April 1979 gegründet, der Name St. Kliment von Ohrid wurde 1994 beigefügt.

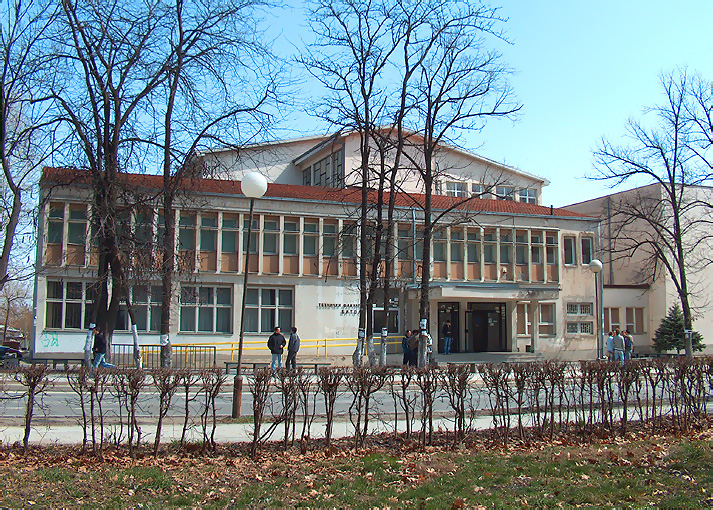
Bitola, technische Fakultät

Die Universität Bitola besteht aus 6 Fakultäten, 2 Akademien und 3 Instituten:
- Fakultät für Administration und Management in Information Systems – Bitola
- Fakultät für Biotechnologie – Bitola
- Fakultät für Ökonomie – Prilep
- Fakultät für Pädagogik – Bitola
- Fakultät für Ingenieurwissenschaften – Bitola
- Fakultät für Tourismus – Ohrid
- Kolleg für Medizin – Bitola
- Polizei-Akademie – Skopje

Institute
- Tabak-Institut – Prilep
- Hydrobiologie-Institut – Ohrid
- Slavistik-Kultur-Institut – Prilep

Die Universität ist Mitglied der International Association of Universities und Mitglied im Netzwerk der Balkan-Universitäten.